# Rui Quartin Santos
Rui Quartin Santos ist ein portugiesischer Diplomat.

## Werdegang
Santos hatte mehrere Botschafterposten inne.
Von 19. Februar 1999 bis zum 12. Mai 2002 war er portugiesischer Botschafter in Kap Verde, wobei er bereits seit dem 10. Februar 1999 die Botschaft leitete.
Am 20. Mai 2002 wurde der Staat Osttimor unabhängig. Portugal hatte in Dili bisher Pedro Luís Baptista Moutinho de Almeida als Repräsentanten. Am 21. Mai 2002 wurde Santos zum ersten portugiesischen Botschafter in Osttimor ernannt. Das Amt hatte er bis zum 30. Juni 2004 inne.
Den nächsten Botschafterposten übernahm Santos in der Volksrepublik China, wo er vom 2. Oktober 2006 bis zum 6. Mai 2010 portugiesischer Botschafter war.
Schließlich folgte das Amt des portugiesischen Botschafter in Australien, mit Sitz in Canberra. Zu dem Amt gehörten Zweitakkreditierungen für die Cookinseln, Fidschi, Palau, Papua-Neuguinea, Kiribati, die Marshallinseln, die Föderierten Staaten von Mikronesien, Nauru,
Neuseeland, Tonga, Samoa, die Salomonen und Vanuatu.

## Auszeichnungen
2012 erhielt Santos von Osttimors Präsidenten José Ramos-Horta die Medal des Ordem de Timor-Leste.